# Araneus lenzi
Araneus lenzi este o specie de păianjeni din genul Araneus, familia Araneidae. A fost descrisă pentru prima dată de Roewer în anul 1942.
Este endemică în Madagascar. Conform Catalogue of Life specia Araneus lenzi nu are subspecii cunoscute.